# Antonio Félix Lozano González
Antonio Félix Lozano González (Arenas de San Pedro, 20 de noviembre de 1853 - Zaragoza, 4 de junio de 1908) fue un compositor y musicólogo español.

## Vida
Inició sus estudios musicales en el Seminario Diocesano de Ávila, donde aprendió solfeo y piano. Los amplió sus estudios con Juan Arribas, organista de la catedral de Ávila, y luego con Cosme J. de Benito, maestro de capilla de El Escorial. Fue maestro de capilla en Salamanca (1878-1883).
Ganó la maestría de la Basílica del Pilar de Zaragoza por oposición en 1883, sucediendo a Hilario Prádanos, que había decidido renunciar al puesto para volver a Valladolid. En Zaragoza se implicó en la vida cultural, editando la revista mensual Repertorio Sacro Musical, que llegó a tener cuarenta y siete números y para la que escribieron músicos de la talla de Miguel Arnaudas, Ramón Borobia Cetina y Elías Villarreal. También participó en la creación de la Escuela de Música, que abrió sus puertas en 1890, en la calle San Jorge, en el Patio de la Infanta.
Tuvo una larga y productiva colaboración y amistad con el musicólogo y compositor Felipe Pedrell, que prologó su Memoria. De su actividad educadora surgieron importantes músicos, como el organista de La Seo, Babil Belsué; el maestro de capilla de La Seo, Miguel Arnaudas; Pedro Retana y Eduardo Viscasillas.
Tras su muerte, le sucedió en el cargo Juan Francisco Agüeras González.

## Obra
Cultivó principalmente el género religioso, donde presenta un carácter de transición entre la decadente escuela del XIX y las tendencias reformadoras novísimas.
Durante su larga estancia en Zaragoza escribió numerosas obras musicales, destacando sobre todo su Gran Salve solemne (1884), que fue premiada en la Exposición Internacional de Bolonia, además de dos misas, un miserere un rosario, motetes y villancicos.
Escribió varias obras didácticas como:
- Teoría y práctica del solfeo, Zaragoza (1887)
- Prontuorio de Armonía, Zaragoza (1885)

Y algunas monografías históricas:
- Biografía de Doyague, Zaragoza (1895)
- La música popular, religiosa y dramática en Zaragoza, Zaragoza (1895)[3]